# Temporada 2018-2019 del Liceu
La temporada 2018-2019 del Liceu destaca, entre altres coses, per l'estrena mundial de l'òpera L'enigma di Lea, de Benet Casablancas, així com l'estrena al Liceu de Rodelinda, de Händel.
Després de l'èxit amb Don Pasquale, la soprano Pretty Yende tornava al Liceu amb un altre rol belcantista, I Puritani de Bellini, al costat de Javier Camarena, un dels tenors més aclamats del moment. Tots dos van compartir rols amb María José Moreno i Celso Albelo, plenament consolidats en aquest repertori.
L'endemà de començar la temporada es va conèixer la notícia de la mort de Montserrat Caballé, una de les sopranos més importants de la història i peça clau de la memòria del Teatre, on va cantar més de 200 vegades. Sobre l'escenari hi va cantar gairebé tot el seu repertori, prop de 50 rols, alguns dels quals havien passat no només a la història del Liceu, sinó de l'òpera. Va destacar en papers com els de Norma, Salomé, Maria Stuarda o La traviata, entre molts d'altres. Caballé no va faltar mai a la seva cita anual amb el públic del Liceu, amb qui sempre va mantenir una relació d'admiració i suport recíproca, inclús en els moments més difícils per a la Institució. Amb la seva veu, Montserrat Caballé va contribuir a la difusió universal de la lírica. Caballé va situar el Liceu en el punt de mira internacional, esdevenint-ne no només ambaixadora al món, sinó també la de la ciutat de Barcelona.
En el centenari del naixement de Leonard Bernstein, el Liceu va presentar per primera vegada al seu escenari l'opereta còmica Candide. La soprano Meghan Picerno va debutar al Liceu amb el rol de Cunegonde, un dels més compromesos per a soprano lírica lleugera per la seva coloratura a la cèlebre ària Glitter and be gay. Ho va fer en substitució de Kathryn Lewek, que s'havia vist obligada a cancel·lar la seva participació per embaràs. Picerno, que ha cantat recentment amb gran èxit el mateix rol al New York City Opera i també amb la San Francisco Symphony, fou considerada pel New York Times com una «atractiva veu de soprano i amb un control total de l'escenari».
David Alden es va acostar al clàssic del segle xx Kàtia Kabànova de Janáček amb un naturalisme plàstic que s'endinsava en els referents visuals del totalitarisme soviètic. El muntatge aprofundia en el retrat d'una societat disfuncional, marcada per la patologia de l'obsessió i el control sobre l'ésser humà. La soprano nord-americana Patricia Racette és una de les grans cantactrius del moment, gràcies a la seva versatilitat i a l'amplitud del seu repertori, i una intèrpret de referència del paper titular d'aquesta obra mestra.
Per Nadal, astúcia i seducció en una divertida comèdia rossiniana amb Varduhi Abrahamyan i Luca Pisaroni
: L'italiana in Algeri és una obra que juga la carta de l'alliberament de la dona a través de la seva protagonista, Isabella, capaç de posar cada cosa al seu lloc davant la rudesa de Mustafà. Rossini va aconseguir, als 21 anys, un triomf total amb aquesta farsa còmica en dos actes. Malgrat ser tan jove, el músic italià va consolidar el seu estil personal, com a legítim hereu de l'òpera buffa del segle xviii. Grans àries i uns concertants esplèndids —com ara l'onomatopeic final del primer acte— són alguns dels plats forts d'aquest hilarant menú rossinià. L'italiana in Algeri arriba al Liceu després de 36 anys d'absència.
Amb L'italiana in Algeri de Rossini, Riccardo Frizza tornà al fossat orquestral del Liceu amb un elenc d'especialistes en aquest tipus de repertori, com Varduhi Abrahamyan i Luca Pisaroni. El regista Vittorio Borrelli plantejà un muntatge vistós i colorista, molt d'acord amb l'esperit imaginatiu de l'escumejant música rossiniana.
Tornà al Liceu la reeixida producció de Moshe Leiser i Patrice Caurier sobre una de les òperes més preuades del verisme italià: Madama Butterfly de Puccini amb el debut al Liceu de l'aclamada soprano armènia Lianna Haroutounian i el debut d'Ainhoa Arteta en el rol de Cio-Cio San, en un moment de gran maduresa personal i vocal de la soprano basca. La soprano italiana Maria Teresa Leva va debutar amb el rol de Cio-Cio-San al Liceu, on hi cantà per primera vegada, en substitució d'Ainhoa Arteta que va haver de cancel·lar les funcions del dia 13 i 16 de gener per una laringitis.
El 9 de febrer es va viure l'estrena absoluta de L'enigma di Lea, la primera òpera de Benet Casablancas, amb text de l'escriptor Rafael Argullol. Una partitura compromesa, amb un equip artístic especialitzat en música contemporània, capitanejat per Josep Pons i amb la posada en escena de Carme Portacelli, una de les millors directores del nostre temps.
Claus Guth va narrar la història de Rodelinda de Händel a través de la imaginació i de les pors de Flavio, el fill dels reis, en el marc d'un espectacle fidel a l'esperit de la música i de la història immortalitzada per la ploma magistral del compositor. Repartiment ideal per a una de les òperes que més bé sintetitzen l'esperit de l'òpera seria del primer terç del segle xviii, amb el protagonisme del gran contratenor Bejun Mehta, veritable especialista en aquest repertori, i la soprano Lisette Oropesa.

## Òperes representades
| Temporada 2018-2019 del Liceu |                        |                        |                                | | |                                                                     |                                                               |
| Òpera                         | Compositor             | Direcció musical       | Direcció d'escena              | Papers principals | Segon repartiment                                                                                      | Producció                                                           | Dates                                                         |
| I Puritani                    | Vincenzo Bellini       | Christopher Franklin   | Annilese Miskimmon             | Gianfranco Montresor, Marko Mimica, Javier Camarena, Andrei Kymach, Pretty Yende, Emmanuel Faraldo, Lidia Vinyes-Curtis                                                                                                 | Nicola Ulivieri, Celso Albelo, Mariusz Kwiecien, María José Moreno                                     | Welsh National Opera, Danish National Opera i Gran Teatre del Liceu | 5, 7, 8, 10, 11, 13, 14, 16, 19, 21 d'octubre                 |
| Candide                       | Leonard Bernstein      | John DeMain            | Versió de concert              | Kevin Burdette, Paul Appleby, Meghan Picerno, Josep-Ramon Olivé, Doris Soffel, Inés Moraleda, Chris Merritt, Giorgio Elmo, Miquel Rosales, Dimitar Darlev, Jorge Jasso, Plamen Papazikov                                | |                                                                     | 18 i 20 d'octubre de 2018                                     |
| Kàtia Kabànova                | Leoš Janáček           | Josep Pons             | David Alden                    | Aleksander Teliga, Nikolai Schukoff, Rosie Aldridge, Francisco Vas, Patricia Racette, Vladímir Ognovenko, Antonio Lozano, Michaela Selinger, Josep-Ramon Olivé, Mireia Pintó, Marisa Martins, Sergi Bellver, Tànit Bono | | English National Opera (Londres)                                    | 8, 11, 15, 18, 20, 22 de novembre                             |
| L'italiana in Algeri          | Gioacchino Rossini     | Riccardo Frizza        | Vittorio Borrelli              | Luca Pisaroni, Sara Blanch, Lidia Vinyes-Curtis, Toni Marsol, Maksim Mirónov, Varduhi Abrahamyan, Giorgio Caoduro | Simón Orfila, Edgardo Rocha, Maite Beaumont, Manel Esteve                                              | Teatro Regio di Torino                                              | 15, 17, 18, 19, 21, 22, 23 de desembre                        |
| Madama Butterfly              | Giacomo Puccini        | Giampaolo Bisanti      | Moshe Leiser i Patrice Caurier | Lianna Haroutounian, Ana Ibarra, Mercedes Gancedo, Jorge de León, Damián del Castillo, Christophe Mortagne, Isaac Galán, Felipe Bou                                                                                     | Maria Teresa Leva, Ainhoa Arteta, Justina Gringyte, Rame Lahaj, Gabriel Bermúdez, Moisés Marín         | Gran Teatre del Liceu i Royal Opera House                           | 12, 13, 15, 16, 19, 20, 21, 22, 28, 29 de gener               |
| L'enigma di Lea               | Benet Casablancas      | Josep Pons             | Carme Portaceli                | Allison Cook, José Antonio López, Sara Blanch, Anaïs Masllorens, Marta Infante, Sonia de Munck, Felipe Bou, Xavier Sabata, David Alegret, Antonio Lozano, Juan Noval-Moro                                               | | Gran Teatre del Liceu                                               | 9, 10, 12 i 13 de febrer                                      |
| Rodelinda                     | Georg Friedrich Händel | Josep Pons             | Claus Guth                     | Lisette Oropesa, Bejun Mehta, Fabián Augusto Gómez, Joel Prieto, Sasha Cooke, Gerald Thompson, Gianluca Margheri | | Gran Teatre del Liceu, Teatro Real, Opéra de Lyon i Oper Frankfurt  | 2, 5, 8, 11, 13, 15 de març                                   |
| Hamlet                        | Ambroise Thomas        | Daniel Oren            | Versió de concert              | Carlos Álvarez, Nicolas Testé, Celso Albelo, Ivo Stanchev, Albert Casals, Enric Martínez-Castignani, Rubén Amoretti, Carlos Daza, Josep Fadó, Eve-Maud Hubeaux, Diana Damrau                                            | |                                                                     | 7 i 10 de març                                                |
| La Gioconda                   | Amilcare Ponchielli    | Guillermo García Calvo | Pier Luigi Pizzi               | Iréne Theorin, Dolora Zajick, Ildebrando D'Arcangelo, María José Montiel, Brian Jagde, Gabriele Viviani, Carlos Daza, Beñat Egiarte, Marc Pujol                                                                         | Anna Pirozzi, Ketevan Kemoklildze, Carlo Colombara, Stefano La Colla, Luis Cansino                     |                                                                     | 1, 2, 4, 5, 7, 8, 10, 11, 13, 14, 15 d'abril                  |
| Les Pêcheurs de perles        | Georges Bizet          | Yves Abel              | Lotte de Beer                  | Ekaterina Bakanova, John Osborn, Michael Adams, Fernando Radó | Olga Kulchynska, Dmitry Korchak, Borja Quiza, Federico De Michelis                                     |                                                                     | 13, 14, 16, 17, 19, 20, 22, 23, 24, 25 de maig                |
| Agrippina                     | Georg Friedrich Händel | Maksim Iemelianitxev   | Versió de concert              | Luca Pisaroni, Joyce DiDonato, Franco Fagioli, Elsa Benoit, Marie-Nicole Lemieux, Andrea Mastroni, Carlo Vistoli | |                                                                     | 18 de maig                                                    |
| Tosca                         | Giacomo Puccini        | John Fiore             | Paco Azorín                    | Liudmila Monastirska, Jonathan Tetelman, Erwin Schrott, Stefano Palatchi, Enric Martínez-Castignani, Francisco Vas, Josep-Ramon Olivé, Marc Pujol, Inés Ballesteros                                                     | Tatiana Serjan, Roberto Aronica, Lucio Gallo                                                           | Gran Teatre del Liceu i Teatro de la Maestranza (Sevilla)           | 9, 11, 13, 14, 16, 17, 19, 20, 21, 22, 25, 26, 27, 28 de juny |
| Luisa Miller                  | Giuseppe Verdi         | Domingo Hindoyan       | Damiano Michieletto            | Dmitry Belosselskiy, Piotr Beczala, J'Nai Bridges, Marko Mimica, Michael Chioldi, Sondra Radvanovsky, Gemma Coma-Alabert                                                                                                | Carlo Colombara, Arturo Chacón-Cruz, Sonia Prina, Marco Spotti, Juan Jesús Rodríguez, Eleonora Buratto | Òpera de Zúric                                                      | 14, 15, 17, 18, 20, 21, 23, 24, 26, 27 de juliol              |